# Oosäär
Oosäär är en ö i Rigabukten utanför Estlands västkust. Den ligger i Varbla kommun i landskapet Pärnumaa, 120 km sydväst om huvudstaden Tallinn. Ön utgörs av en 2,3 km lång, men bara omkring 10 meter bred, landtunga som är 0,02 kvadratkilometer stor. Den ligger i viken Paatsalu laht.